# Lepidopilum rupestre
Lepidopilum rupestre är en bladmossart som beskrevs av Brotherus 1931. Lepidopilum rupestre ingår i släktet Lepidopilum och familjen Daltoniaceae. Inga underarter finns listade i Catalogue of Life.